# Partecipanti al Giro d'Italia 2017
Elenco dei partecipanti al Giro d'Italia 2017.
Il Giro d'Italia 2017 fu la centesima edizione della corsa. Alla competizione presero parte 22 squadre, 18 iscritte all'UCI ProTour più quattro squadre invitate, ciascuna delle quali composta da nove corridori, per un totale di 195 ciclisti (la kazaka Astana Pro Team partecipò con 8 corridori, per onorare Michele Scarponi, deceduto poco prima dell'inizio del Giro, mentre la Bardiani-CSF, prese il via in 7, in quanto Stefano Pirazzi e Nicola Ruffoni vennero sospesi per presunto uso di sostanze dopanti). La corsa partì il 5 maggio da Alghero e terminò il 28 maggio a Milano; in quest'ultima località portarono a termine la competizione 161 corridori.

## Corridori per squadra
È riportato l'elenco dei corridori iscritti, il loro numero di gara e il loro risultato; sotto in legenda vengono riportati i dettagli dell'elenco.
| Bahrain-Merida                        | Bahrain-Merida                        | Bahrain-Merida                        | FDJ                                  | FDJ                                  | FDJ                                  | Team Lotto NL-Jumbo                 | Team Lotto NL-Jumbo                 | Team Lotto NL-Jumbo                 |
| ------------------------------------- | ------------------------------------- | ------------------------------------- | ------------------------------------ | ------------------------------------ | ------------------------------------ | ----------------------------------- | ----------------------------------- | ----------------------------------- |
| 1                                     | Vincenzo Nibali                       | 3º                                    | 81                                   | Thibaut Pinot (Cr.)                  | 4º                                   | 161                                 | Steven Kruijswijk                   | NP 20ª                              |
| 2                                     | Valerio Agnoli                        | 110º                                  | 82                                   | William Bonnet                       | NP 16ª                               | 162                                 | Enrico Battaglin                    | 64º                                 |
| 3                                     | Manuele Boaro                         | 74º                                   | 83                                   | Matthieu Ladagnous                   | 97º                                  | 163                                 | Victor Campenaerts (Cr.)            | R 16ª                               |
| 4                                     | Enrico Gasparotto                     | 76º                                   | 84                                   | Tobias Ludvigsson                    | 85º                                  | 164                                 | Twan Castelijns                     | 130º                                |
| 5                                     | Javier Moreno                         | EX 4ª                                 | 85                                   | Rudy Molard                          | 44º                                  | 165                                 | Stef Clement                        | 23º                                 |
| 6                                     | Franco Pellizotti                     | 21º                                   | 86                                   | Steve Morabito                       | 53º                                  | 166                                 | Martijn Keizer                      | 116º                                |
| 7                                     | Luka Pibernik                         | 100º                                  | 87                                   | Sébastien Reichenbach                | 15º                                  | 167                                 | Bram Tankink                        | R 19ª                               |
| 8                                     | Kanstancin Siŭcoŭ (Lin. e Cr.)        | 35º                                   | 88                                   | Jérémy Roy                           | 73º                                  | 168                                 | Jurgen Van Den Broeck               | 91º                                 |
| 9                                     | Giovanni Visconti                     | R 20ª                                 | 89                                   | Benoît Vaugrenard                    | 103º                                 | 169                                 | Jos van Emden                       | 117º                                |
| Direttore sportivo: Gorazd Štangelj   | Direttore sportivo: Gorazd Štangelj   | Direttore sportivo: Gorazd Štangelj   | Direttore sportivo: Yvon Madiot      | Direttore sportivo: Yvon Madiot      | Direttore sportivo: Yvon Madiot      | Direttore sportivo: Nico Verhoeven  | Direttore sportivo: Nico Verhoeven  | Direttore sportivo: Nico Verhoeven  |
| AG2R La Mondiale                      | AG2R La Mondiale                      | AG2R La Mondiale                      | Gazprom-RusVelo                      | Gazprom-RusVelo                      | Gazprom-RusVelo                      | Team Sky                            | Team Sky                            | Team Sky                            |
| 11                                    | Domenico Pozzovivo                    | 6º                                    | 91                                   | Sergej Firsanov                      | 96º                                  | 171                                 | Mikel Landa                         | 17º                                 |
| 12                                    | Julien Bérard                         | 131º                                  | 92                                   | Pavel Brutt                          | 134º                                 | 172                                 | Philip Deignan                      | 37º                                 |
| 13                                    | François Bidard                       | 39º                                   | 93                                   | Aleksandr Foliforov                  | 40º                                  | 173                                 | Kenny Elissonde                     | R 16ª                               |
| 14                                    | Clément Chevrier                      | 81º                                   | 94                                   | Dmitrij Kozončuk                     | 145º                                 | 174                                 | Michał Gołaś                        | 141º                                |
| 15                                    | Hubert Dupont                         | 19º                                   | 95                                   | Sergej Lagutin                       | 157º                                 | 175                                 | Sebastián Henao                     | 33º                                 |
| 16                                    | Ben Gastauer                          | 29º                                   | 96                                   | Ivan Rovnyj                          | 119º                                 | 176                                 | Vasil' Kiryenka                     | 102º                                |
| 17                                    | Alexandre Geniez                      | R 4ª                                  | 97                                   | Ivan Savickij                        | R 15ª                                | 177                                 | Salvatore Puccio                    | 86º                                 |
| 18                                    | Quentin Jauregui                      | 90º                                   | 98                                   | Evgenij Šalunov                      | 123º                                 | 178                                 | Diego Rosa                          | 55º                                 |
| 19                                    | Matteo Montaguti                      | 51º                                   | 99                                   | Aleksej Catevič                      | 121º                                 | 179                                 | Geraint Thomas                      | NP 13ª                              |
| Direttore sportivo: Laurent Biondi    | Direttore sportivo: Laurent Biondi    | Direttore sportivo: Laurent Biondi    | Direttore sportivo: Paolo Rosola     | Direttore sportivo: Paolo Rosola     | Direttore sportivo: Paolo Rosola     | Direttore sportivo: Nicolas Portal  | Direttore sportivo: Nicolas Portal  | Direttore sportivo: Nicolas Portal  |
| Astana Pro Team                       | Astana Pro Team                       | Astana Pro Team                       | Lotto-Soudal                         | Lotto-Soudal                         | Lotto-Soudal                         | Team Sunweb                         | Team Sunweb                         | Team Sunweb                         |
| 21                                    | non assegnato                         |                                       | 100                                  | André Greipel (Lin.)                 | NP 14ª                               | 181                                 | Tom Dumoulin (Cr.)                  | 1º                                  |
| 22                                    | Dario Cataldo                         | 14º                                   | 101                                  | Lars Bak                             | 118º                                 | 182                                 | Phil Bauhaus                        | R 17ª                               |
| 23                                    | Peio Bilbao                           | 66º                                   | 102                                  | Sean De Bie                          | R 16ª                                | 183                                 | Simon Geschke                       | 54º                                 |
| 24                                    | Žandos Bižigitov                      | 160º                                  | 103                                  | Jasper De Buyst                      | R 18ª                                | 184                                 | Chad Haga                           | 82º                                 |
| 25                                    | Jesper Hansen                         | 32º                                   | 104                                  | Bart De Clercq                       | R 15ª                                | 185                                 | Wilco Kelderman                     | R 9ª                                |
| 26                                    | Tanel Kangert                         | R 15ª                                 | 105                                  | Adam Hansen                          | 93º                                  | 186                                 | Sindre Skjøstad Lunke               | 120º                                |
| 27                                    | Luis León Sánchez                     | 43º                                   | 106                                  | Moreno Hofland                       | 139º                                 | 187                                 | Georg Preidler                      | 71º                                 |
| 28                                    | Paolo Tiralongo                       | 83º                                   | 107                                  | Tomasz Marczyński                    | 47º                                  | 188                                 | Tom Stamsnijder                     | 154º                                |
| 29                                    | Andrej Zejc                           | 63º                                   | 109                                  | Maxime Monfort                       | 13º                                  | 189                                 | Laurens ten Dam                     | 34º                                 |
| Direttore sportivo: Dmitrij Fofonov   | Direttore sportivo: Dmitrij Fofonov   | Direttore sportivo: Dmitrij Fofonov   | Direttore sportivo: Marc Sergeant    | Direttore sportivo: Marc Sergeant    | Direttore sportivo: Marc Sergeant    | Direttore sportivo: Rudi Kemna      | Direttore sportivo: Rudi Kemna      | Direttore sportivo: Rudi Kemna      |
| Bardiani-CSF                          | Bardiani-CSF                          | Bardiani-CSF                          | Movistar Team                        | Movistar Team                        | Movistar Team                        | Trek-Segafredo                      | Trek-Segafredo                      | Trek-Segafredo                      |
| 31                                    | Stefano Pirazzi                       | EX 1ª                                 | 111                                  | Nairo Quintana                       | 2º                                   | 191                                 | Bauke Mollema                       | 7º                                  |
| 32                                    | Vincenzo Albanese                     | NP 16ª                                | 112                                  | Andrey Amador                        | 18º                                  | 192                                 | Eugenio Alafaci                     | 146º                                |
| 33                                    | Simone Andreetta                      | 156º                                  | 113                                  | Winner Anacona                       | 25º                                  | 193                                 | Julien Bernard                      | 42º                                 |
| 34                                    | Enrico Barbin                         | 124º                                  | 114                                  | Daniele Bennati                      | R 16ª                                | 194                                 | Laurent Didier                      | R 11ª                               |
| 35                                    | Nicola Boem                           | 152º                                  | 115                                  | Víctor de la Parte                   | 56º                                  | 195                                 | Jesús Hernández                     | 49º                                 |
| 36                                    | Giulio Ciccone                        | 95º                                   | 116                                  | José Herrada                         | 61º                                  | 196                                 | Giacomo Nizzolo (Lin.)              | NP 11ª                              |
| 37                                    | Mirco Maestri                         | 143º                                  | 117                                  | Gorka Izagirre                       | 28º                                  | 197                                 | Mads Pedersen                       | 138º                                |
| 38                                    | Lorenzo Rota                          | 151º                                  | 118                                  | José Joaquín Rojas (Lin.)            | 50º                                  | 198                                 | Peter Stetina                       | 46º                                 |
| 39                                    | Nicola Ruffoni                        | EX 1ª                                 | 119                                  | Rory Sutherland                      | 108º                                 | 199                                 | Jasper Stuyven                      | 98º                                 |
| Direttore sportivo: Stefano Reverberi | Direttore sportivo: Stefano Reverberi | Direttore sportivo: Stefano Reverberi | Direttore sportivo: Eusebio Unzué    | Direttore sportivo: Eusebio Unzué    | Direttore sportivo: Eusebio Unzué    | Direttore sportivo: Alain Gallopin  | Direttore sportivo: Alain Gallopin  | Direttore sportivo: Alain Gallopin  |
| BMC Racing Team                       | BMC Racing Team                       | BMC Racing Team                       | Orica-Scott                          | Orica-Scott                          | Orica-Scott                          | UAE Team Emirates                   | UAE Team Emirates                   | UAE Team Emirates                   |
| 41                                    | Tejay van Garderen                    | 20º                                   | 121                                  | Adam Yates                           | 9º                                   | 201                                 | Rui Costa                           | 27º                                 |
| 42                                    | Rohan Dennis (Cr.)                    | R 4ª                                  | 122                                  | Alexander Edmondson                  | NP 16ª                               | 202                                 | Valerio Conti                       | 68º                                 |
| 43                                    | Silvan Dillier                        | 67º                                   | 123                                  | Caleb Ewan                           | R 15ª                                | 203                                 | Roberto Ferrari                     | 150º                                |
| 44                                    | Ben Hermans                           | R 16ª                                 | 124                                  | Michael Hepburn                      | 122º                                 | 204                                 | Marco Marcato                       | 113º                                |
| 45                                    | Manuel Quinziato (Cr.)                | 133º                                  | 125                                  | Christopher Juul Jensen              | 109º                                 | 205                                 | Sacha Modolo                        | R 17ª                               |
| 46                                    | Joey Rosskopf                         | 70º                                   | 126                                  | Luka Mezgec                          | 107º                                 | 206                                 | Matej Mohorič                       | 135º                                |
| 47                                    | Manuel Senni                          | 79º                                   | 127                                  | Rubén Plaza                          | 30º                                  | 207                                 | Edward Ravasi                       | 80º                                 |
| 48                                    | Dylan Teuns                           | 75º                                   | 128                                  | Svein Tuft                           | 142º                                 | 208                                 | Simone Petilli                      | 26º                                 |
| 49                                    | Francisco Ventoso                     | 94º                                   | 129                                  | Carlos Verona                        | 57º                                  | 209                                 | Jan Polanc                          | 11º                                 |
| Direttore sportivo: Allan Peiper      | Direttore sportivo: Allan Peiper      | Direttore sportivo: Allan Peiper      | Direttore sportivo: Matthew White    | Direttore sportivo: Matthew White    | Direttore sportivo: Matthew White    | Direttore sportivo: Mario Scirea    | Direttore sportivo: Mario Scirea    | Direttore sportivo: Mario Scirea    |
| Bora-Hansgrohe                        | Bora-Hansgrohe                        | Bora-Hansgrohe                        | Quick-Step Floors                    | Quick-Step Floors                    | Quick-Step Floors                    | Wilier Triestina-Selle Italia       | Wilier Triestina-Selle Italia       | Wilier Triestina-Selle Italia       |
| 51                                    | Jan Bárta                             | 127º                                  | 131                                  | Bob Jungels (Lin. e Cr.)             | 8º                                   | 211                                 | Filippo Pozzato                     | 104º                                |
| 52                                    | Cesare Benedetti                      | 115º                                  | 132                                  | Eros Capecchi                        | 58º                                  | 212                                 | Julen Amezqueta                     | 99º                                 |
| 53                                    | Sam Bennett                           | 158º                                  | 133                                  | Laurens De Plus                      | 24º                                  | 213                                 | Matteo Busato                       | 84º                                 |
| 54                                    | Patrick Konrad                        | 16º                                   | 134                                  | Dries Devenyns                       | 89º                                  | 214                                 | Giuseppe Fonzi                      | 161º                                |
| 55                                    | José Mendes (Lin.)                    | 48º                                   | 135                                  | Fernando Gaviria                     | 129º                                 | 215                                 | Il'ja Koševoj                       | 155º                                |
| 56                                    | Gregor Mühlberger                     | 41º                                   | 136                                  | Iljo Keisse                          | 144º                                 | 216                                 | Jakub Mareczko                      | NP 14ª                              |
| 57                                    | Matteo Pelucchi                       | FTM 10ª                               | 137                                  | Davide Martinelli                    | 153º                                 | 217                                 | Daniel Martínez                     | NP 17ª                              |
| 58                                    | Lukas Pöstlberger                     | 114º                                  | 138                                  | Maximiliano Richeze                  | 148º                                 | 218                                 | Cristian Rodríguez                  | 52º                                 |
| 59                                    | Rüdiger Selig                         | R 15ª                                 | 139                                  | Pieter Serry                         | 105º                                 | 219                                 | Eugert Zhupa (Lin. e Cr.)           | 140º                                |
| Direttore sportivo: Enrico Poitschke  | Direttore sportivo: Enrico Poitschke  | Direttore sportivo: Enrico Poitschke  | Direttore sportivo: Wilfried Peeters | Direttore sportivo: Wilfried Peeters | Direttore sportivo: Wilfried Peeters | Direttore sportivo: Angelo Citracca | Direttore sportivo: Angelo Citracca | Direttore sportivo: Angelo Citracca |
| Cannondale-Drapac                     | Cannondale-Drapac                     | Cannondale-Drapac                     | Team Dimension Data                  | Team Dimension Data                  | Team Dimension Data                  |                                     |                                     |                                     |
| 61                                    | Pierre Rolland                        | 22º                                   | 141                                  | Nathan Haas                          | R 11ª                                |                                     |                                     |                                     |
| 62                                    | Hugh Carthy                           | 92º                                   | 142                                  | Igor Antón                           | 62º                                  |                                     |                                     |                                     |
| 63                                    | Joseph Dombrowski                     | 89º                                   | 143                                  | Natnael Berhane                      | 59º                                  |                                     |                                     |                                     |
| 64                                    | Davide Formolo                        | 10º                                   | 144                                  | Omar Fraile                          | 65º                                  |                                     |                                     |                                     |
| 65                                    | Alex Howes                            | 136º                                  | 145                                  | Ryan Gibbons                         | NP 16ª                               |                                     |                                     |                                     |
| 66                                    | Kristijan Koren                       | 128º                                  | 146                                  | Jacques Janse van Rensburg           | 36º                                  |                                     |                                     |                                     |
| 67                                    | Tom-Jelte Slagter                     | 77º                                   | 147                                  | Kristian Sbaragli                    | 101º                                 |                                     |                                     |                                     |
| 68                                    | Davide Villella                       | 72º                                   | 148                                  | Daniel Teklehaimanot (Lin. e Cr.)    | 111º                                 |                                     |                                     |                                     |
| 69                                    | Michael Woods                         | 38º                                   | 149                                  | Johann van Zyl                       | 149º                                 |                                     |                                     |                                     |
| Direttore sportivo: Charles Wegelius  | Direttore sportivo: Charles Wegelius  | Direttore sportivo: Charles Wegelius  | Direttore sportivo: Roger Hammond    | Direttore sportivo: Roger Hammond    | Direttore sportivo: Roger Hammond    |                                     |                                     |                                     |
| CCC Sprandi Polkowice                 | CCC Sprandi Polkowice                 | CCC Sprandi Polkowice                 | Team Katusha-Alpecin                 | Team Katusha-Alpecin                 | Team Katusha-Alpecin                 |                                     |                                     |                                     |
| 71                                    | Jan Hirt                              | 12º                                   | 151                                  | Il'nur Zakarin                       | 5º                                   |                                     |                                     |                                     |
| 72                                    | Marcin Białobłocki                    | 159º                                  | 152                                  | Maksim Bel'kov                       | 125º                                 |                                     |                                     |                                     |
| 73                                    | Felix Großschartner                   | 78º                                   | 153                                  | José Gonçalves                       | 60º                                  |                                     |                                     |                                     |
| 74                                    | Łukasz Owsian                         | 88º                                   | 154                                  | Robert Kišerlovski                   | 31º                                  |                                     |                                     |                                     |
| 75                                    | Maciej Paterski                       | 137º                                  | 155                                  | Pavel Kočetkov (Lin.)                | R 4ª                                 |                                     |                                     |                                     |
| 76                                    | Simone Ponzi                          | 126º                                  | 156                                  | Vjačeslav Kuznecov                   | 132º                                 |                                     |                                     |                                     |
| 77                                    | Branislaŭ Samojlaŭ                    | 112º                                  | 157                                  | Alberto Losada                       | 147º                                 |                                     |                                     |                                     |
| 78                                    | Michal Schlegel                       | 45º                                   | 158                                  | Matvej Mamykin                       | 87º                                  |                                     |                                     |                                     |
| 79                                    | Jan Tratnik (Lin.)                    | 106º                                  | 159                                  | Ángel Vicioso                        | NP 21ª                               |                                     |                                     |                                     |
| Direttore sportivo: Piotr Wadecki     | Direttore sportivo: Piotr Wadecki     | Direttore sportivo: Piotr Wadecki     | Direttore sportivo: José Azevedo     | Direttore sportivo: José Azevedo     | Direttore sportivo: José Azevedo     |                                     |                                     |                                     |

### Legenda
| Legenda          | Legenda | Legenda        | Legenda                                                  |
| ---------------- | --- | -------------- | -------------------------------------------------------- |
| Dorsale          | Dorsale di partenza del ciclista | Posizione      | Posizione finale nella classifica generale               |
| Maglia rosa      | Indica il vincitore della classifica generale                                                                                        | Maglia azzurra | Indica il vincitore della classifica dei GPM             |
| Maglia ciclamino | Indica il vincitore della classifica a punti                                                                                         | Maglia bianca  | Indica il vincitore della classifica dei giovani         |
| NP               | Indica un ciclista che non è ripartito in una tappa la mattina                                                                       | R              | Indica un ciclista che si è ritirato in una tappa        |
| FTM              | Indica un ciclista che ha concluso una tappa fuori tempo, ossia ha impiegato più tempo rispetto a quanto stabilito dal tempo massimo | EX             | Corridore escluso per non aver rispettato il regolamento |

## Corridori per nazione
| Numero ciclisti | Nazione                                                                |
| --------------- | ---------------------------------------------------------------------- |
| 45              | Italia                                                                 |
| 18              | Spagna                                                                 |
| 15              | Francia                                                                |
| 14              | Russia                                                                 |
| 13              | Belgio, Paesi Bassi                                                    |
| 7               | Australia                                                              |
| 6               | Slovenia, Stati Uniti                                                  |
| 5               | Austria, Colombia, Polonia                                             |
| 4               | Bielorussia, Danimarca, Germania                                       |
| 3               | Gran Bretagna, Lussemburgo, Portogallo, Rep. Ceca, Sudafrica, Svizzera |
| 2               | Canada, Eritrea, Irlanda, Kazakistan                                   |
| 1               | Albania, Argentina, Costa Rica, Croazia, Estonia, Norvegia, Svezia     |